# Константин Кюркчиев
Константин Митов Кюркчиев или Кюркчийски е български подофицер и революционер, деец на Вътрешната македоно-одринска революционна организация.

## Биография
Константин Кюркчиев е роден през 1884 година в Преколница, Кюстендилско. С чин на подофицер от Българската армия се включва в дейността на ВМОРО след Илинденско-Преображенското въстание.
От 1906 година Константин Кюркчиев е четник във велешката чета на Иван Наумов - Алябака. На 14 юли 1907 година участва в битката на Ножот. На конгреса на Битолския революционен окръг е избран за войвода и ревизор на четите в Битолско.
След Младотурската революция от 1908 година Константин Кюркчиев се легализира. Участва в Балканската и Междусъюзническата война. През Първата световна война е помощник-войвода на Тане Николов в Поморавието.
След войната се установява в Кюстендил, където участва в дейността на Македонските братства и организацията на ветераните от ВМРО – „Илинден“. Автор е на стихосбирката „Войводски подвизи“, издадена в Кюстендил в 1942 година. Умира на 16 октомври 1955 година.